# Rosalinda González Valencia
Rosalinda González Valencia (Michoacán, 1963) es exesposa de Nemesio Oseguera Cervantes (alias "El Mencho"), líder del Cártel de Jalisco Nueva Generación (CJNG), un grupo criminal con sede en Jalisco.
Según la Secretaría de Gobernación de México, Rosalinda supervisó los recursos financieros y legales del CJNG, incluidas más de 70 empresas sancionadas en virtud de la Ley de Designación de Cojines Narcóticos Extranjeros. El 26 de mayo de 2018, Rosalinda fue arrestada por la Armada de México en Zapopan, Jalisco, por su presunta participación en el lavado de dinero. Después de tres meses de audiencias y batallas legales, un juez le concedió la libertad de la cárcel después de pagar una fianza de 1,5 millones de pesos. Sin embargo, fue recapturada el 16 de noviembre de 2021 por el delito de lavado de dinero.

## Biografía
Rosalinda González Valencia nació en El Naranjo, una comunidad rural en Aguililla, Michoacán, México, en 1963. Sus padres fueron J. Abigael González Mendoza y Estela Valencia Farías. Según el gobierno mexicano, la familia de Rosalinda estaba compuesta de al menos 18 hermanos. Los hombres fueron Abigael, José María, Arnulfo, Ulises Jovani, Elvis, Édgar Edén, Mauricio, Gerardo, José y Luis Ángel. Las mujeres fueron Rosalinda (también conocida como Rosalía), Noemí, Berenice, Marisa Ivette, María Elena, Érika y Abigaíl. Rosalinda es la mayor de sus hermanas. Las personas en su ciudad natal reciben el nombre de clan "Cuinis" en referencia a una ardilla (spermophilus adocetus) del área conocida como "Cuinique".
Cuando Rosalinda era joven, su familia era pobre y cultivaba aguacates para vivir en un campo de plantación que poseían en Michoacán. Sin embargo, en la década de 1970, la familia comenzó a cultivar y traficar marihuana y adormidera de México a los Estados Unidos. La situación económica de Rosalinda mejoró cuando sus hermanos emigraron a los Estados Unidos en la década de 1980 y se involucraron en el comercio de drogas en California. 
Sus hermanos trabajaron para el Cartel de Milenio, un grupo criminal de Michoacán que formó a varios miembros de la familia de Rosalinda; su principal líder fue Armando Valencia Cornelio (alias "El Maradona" y/o "El Juanito"), quien fue responsable de enviar grandes cantidades de narcóticos a los Estados Unidos desde los estados mexicanos de Michoacán y Jalisco. Aunque se conocen pocos detalles de su vida personal, las fuerzas de seguridad creen que Rosalinda estaba casada con Armando. Armando y Rosalinda finalmente se separaron en la década de 1990, y comenzó a salir con Nemesio Oseguera Cervantes (alias "El Mencho").
El Mencho era un socio cercano de sus hermanos y creció en la misma comunidad rural que Rosalinda. Trabajó como guardia para las plantaciones de marihuana del clan y finalmente se unió a los hermanos de Rosalinda en el comercio de drogas en los Estados Unidos. Después de que El Mencho fuera deportado a México, se unió a la policía local y se casó con Rosalinda en 1996. Su matrimonio ayudó a fortalecer la relación de El Mencho con el clan de Rosalinda. Tuvieron tres hijos: Laisha, Jessica Johana y Rubén Oseguera González (alias "El Menchito"). El Mencho fue uno de los fundadores del Cártel de Jalisco Nueva Generación (CJNG), un grupo criminal que surgió en la década de 2010 de los restos del Cártel del Milenio. 
En la década de 2000, varios miembros de la familia de Rosalinda fueron arrestados por las fuerzas de seguridad, que dividieron el Cartel Milenio en dos facciones, Los Torcidos y La Resistencia. Los Torcidos fueron encabezados por El Mencho y varios miembros de la familia de Rosalinda, y finalmente consolidaron su influencia después de derrotar a La Resistencia.  Después de la extradición de Joaquín "El Chapo" Guzmán a los Estados Unidos en 2017, y la captura de Ismael "El Mayo" Zambada en 2024, El Mencho se convirtió en el hombre más buscado de México.

## Arresto y encarcelamiento
El 26 de mayo de 2018, Rosalinda fue arrestada por la Armada de México en el exterior de una tienda de conveniencia 7-Eleven en Puerta de Hierro, un vecindario exclusivo en Zapopan, Jalisco. Las autoridades luego procedieron a detenerla y le informaron sobre la orden de arresto y los cargos de lavado de dinero y crimen organizado en su contra.
Tras su arresto, fue trasladada al Estadio Akron, un estadio de usos múltiples en Zapopan, y trasladada en helicóptero a la Ciudad de México. Una vez en la Ciudad de México, fue llevada a las oficinas de la Oficina del Fiscal General Adjunto para Investigaciones Especiales sobre Crimen Organizado (SEIDO), la agencia de investigación de crimen organizado de México, por su declaración legal. El 28 de mayo, fue encarcelada en el Centro de Readaptación Social Federal No. 16, una prisión de máxima seguridad para mujeres en Coatlán del Río, Morelos.
El 29 de mayo, un tribunal le otorgó un recurso de amparo y le permitió comunicarse con su defensa.  Rosalinda emitió esto porque afirmó que la PGR no le estaba permitiendo hablar con su defensa y estaba violando el artículo 14, el artículo 16 y el artículo 22 de la Constitución de México, que cita violaciones del debido proceso, la ley de arresto y Castigo cruel e inusual como inconstitucional. El 31 de mayo, un tribunal del Centro Federal de Readaptación Social No. 1 (también conocido como "Altiplano"), una prisión de máxima seguridad en Almoloya de Juárez, Estado de México, confirmó que la primera audiencia del caso de Rosalinda sería celebrada allí al día siguiente, y que sería trasladada de Morelos para asistir a ella.

### Antecedentes y reacciones
El 27 de mayo de 2018, Alfonso Navarrete Prida, jefe de SEGOB, confirmó el arresto de Rosalinda en una conferencia de prensa. Afirmó que la operación que llevó a su arresto formó parte de una campaña dirigida por la policía llamada Operación Escudo Titán, que se lanzó el 28 de enero de 2018 para combatir el crimen organizado. La operación que condujo a la detención de Rosalinda fue dirigido específicamente por la Comisión Nacional de Seguridad (CNS), la Policía Federal de México, y otras instituciones de orden público.
Durante la conferencia de prensa, Navarrete Prida destacó el hecho de que el arresto no se realizó en flagrante delito, sino que fue parte de una investigación en profundidad y contó con el apoyo de la corte. Las autoridades también confirmaron que el arresto ocurrió sin un solo disparo, y declaró que Rosalinda tenía una orden de arresto por lavado de dinero y cargos de participación del crimen organizado, pero que no era parte de las 122 personas más buscadas de México. 
Junto con Rosalinda, las autoridades también confirmaron el arresto de Gerardo Botello Rosales (alias "El Cachas"), un presunto miembro de alto rango del CJNG. Navarrete Prida no confirmó si las fuerzas de seguridad estaban cerca de arrestar a El Mencho cuando Rosalinda fue detenida.